# Sungai Buaya (Silinda)
Sungai Buaya is een bestuurslaag in het regentschap Serdang Bedagai van de provincie Noord-Sumatra, Indonesië. Sungai Buaya telt 1385 inwoners (volkstelling 2010).